# Longgang (Huludao)
Longgang (en chino, 龙港; pinyin, Lóng·Gǎng, léase Long-Kang) es un distrito urbano bajo la administración directa de la Prefectura Huludao  en la Provincia de Liaoning, República Popular China.  Su área es de 175 km² y su población total para 2010 superó los 240 mil habitantes. 

## Administración
Desde julio de 2023, el  Distrito Longgang  se divide en pueblos que se administran en 8 subdistritos y 1   poblado.